# Marie Minnaert
Marie Minnaert (5 mei 1999) is een Belgische voetbalspeelster. Ze speelt als middenveldster.
Minnaert voetbalde gedurende 12 jaar bij KAA Gent, en bedong medio april 2020 een transfer naar Club Brugge.
Op 27 februari 2019 maakte ze haar debuut voor de nationale ploeg, in de met 3-0 gewonnen wedstrijd tegen Slowakije tijdens de Cyprus Cup.
Op 17 mei 2022 maakte ze de overstap naar RSC Anderlecht.